# Гаррафе-де-Торіо
Гаррафе-де-Торіо (ісп. Garrafe de Torío) — муніципалітет в Іспанії, у складі автономної спільноти Кастилія-і-Леон, у провінції Леон. Населення — 1267 осіб (2010).
Муніципалітет розташований на відстані близько 300 км на північний захід від Мадрида, 9 км на північ від Леона.
На території муніципалітету розташовані такі населені пункти: (дані про населення за 2010 рік)
- Абаденго-де-Торіо: 28 осіб
- Ла-Флеча-де-Торіо: 18 осіб
- Фонтанос-де-Торіо: 48 осіб
- Гаррафе-де-Торіо: 153 особи
- Мансанеда-де-Торіо: 105 осіб
- Матуека-де-Торіо: 66 осіб
- Паласіо-де-Торіо: 83 особи
- Паласуело-де-Торіо: 106 осіб
- Педрун-де-Торіо: 91 особа
- Ріосекіно-де-Торіо: 112 осіб
- Руїфорко-де-Торіо: 43 особи
- Сан-Феліс-де-Торіо: 214 осіб
- Вальдерілья-де-Торіо: 25 осіб
- Вільяверде-де-Абахо: 80 осіб
- Вільяверде-де-Арріба: 95 осіб

## Демографія
Динаміка населення (INE ):